# Občina Vuzenica
Občina Vuzenica (německy  Saldenhofen, též starší názvy Seldenhofen či Seldehoven) je jednou z 212 občin ve Slovinsku. Nachází se na severu státu v Korutanském regionu na území historických Korutan. Občinu tvoří 5 sídel, její rozloha je 50,1 km² a k 1. lednu 2017 zde žilo 2 670 obyvatel. Správním střediskem občiny je vesnice Vuzenica.

## Geografie
Při severním okraji občiny protéká řeka Dráva, která je rovněž hranicí se sousední občinou Muta. Na Drávě je v provozu vodní elektrárna Vuzenica. Nadmořská výška v této části je zhruba 330–340 m. Území občiny je protáhlé směrem k jihu, kde na západním okraji pohoří Pohorje dosahuje nadmořská výška až přes 1500 m. Nejvyšším vrcholem občiny je Mala Kopa (1524 m n. m.).

## Doprava
Ze sídla Vuzenica je přes most přes řeku Drávu přímé napojení na silnici první třídy č. 1, která tvoří spojení se Slovinským Hradcem, hlavním městem regionu. Podél řeky, při jejím pravém břehu, prochází silnice č. 702. Souběžně vede také železniční trať Maribor – Dravograd – Celovec (něm. Klagenfurt), uvedená do provozu roku 1863. Na jih do hor směřuje několik silnic a silniček místního významu.

## Samospráva
Od roku 2005 je županem hospodářsko-obchodní technik Franc (Franjo) Golob (*1967 Sveti Vid).

## Členění občiny
Občinu tvoří 5 sídel: Dravče, Sveti Primož na Pohorju, Sveti Vid, Šentjanž nad Dravčami a Vuzenica.

## Sousední občiny
Sousedními občinami jsou: Muta na severu, Radlje ob Dravi na východě, Ribnica na Pohorju na jihovýchodě, Slovinský Hradec na jihozápadě a Dravograd na západě.

## Galerie

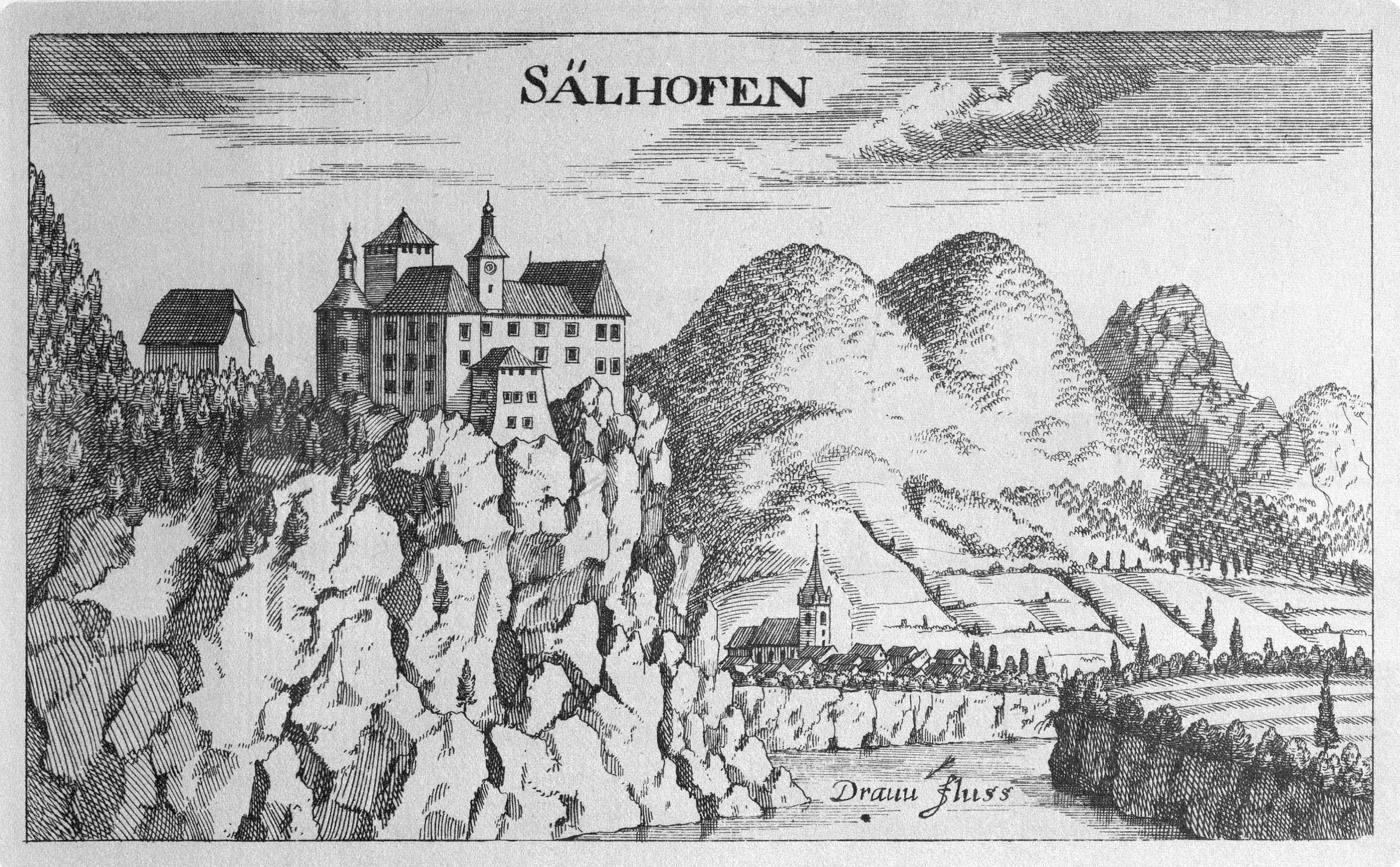
Hrad Sälhofen (též Seldenhofen) pánů ze Seldenhofenu, slovinsky Vuzenica
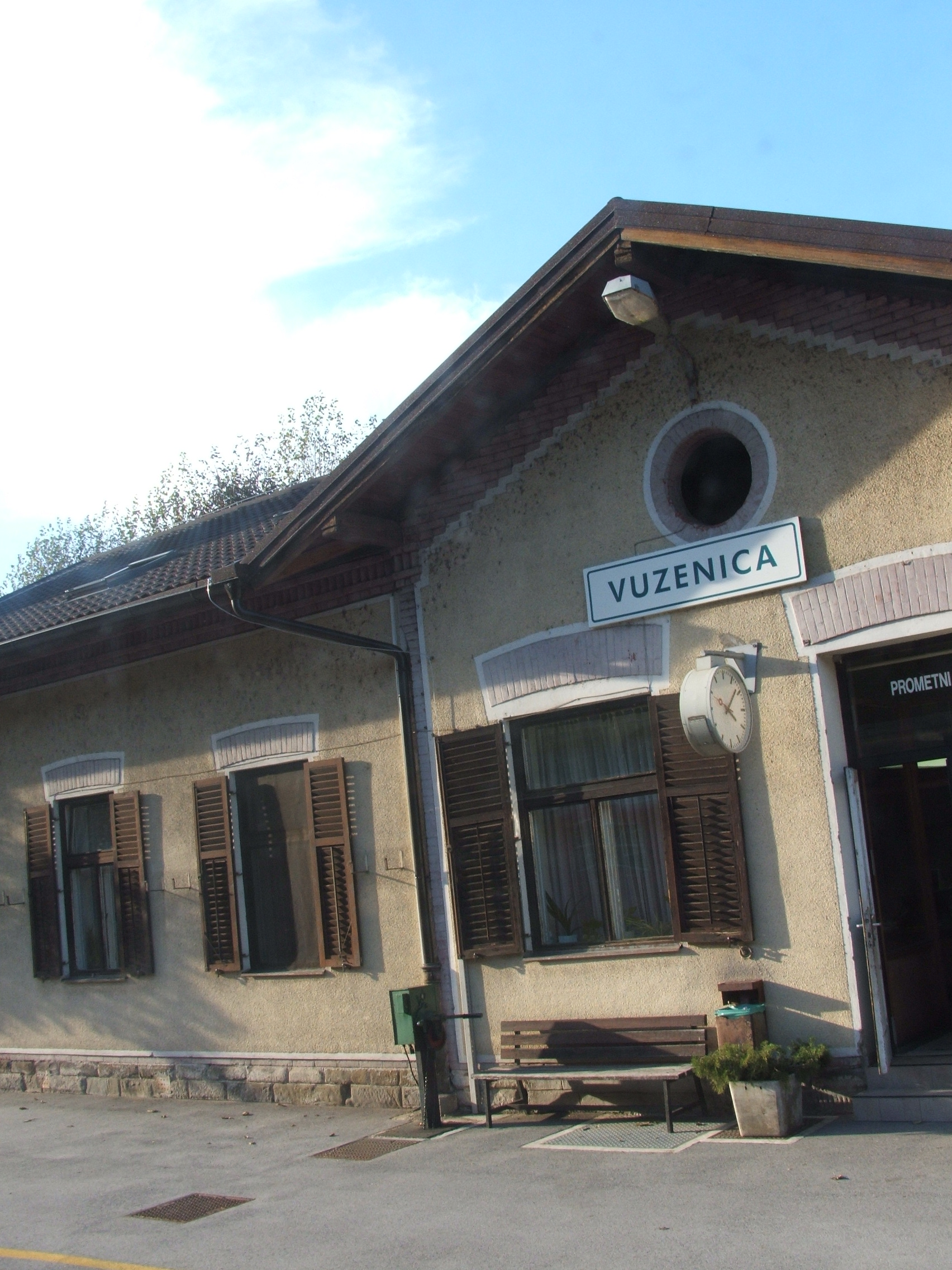
Železniční stanice Vuzenica